# Lijst van rijksmonumenten in Bronckhorst

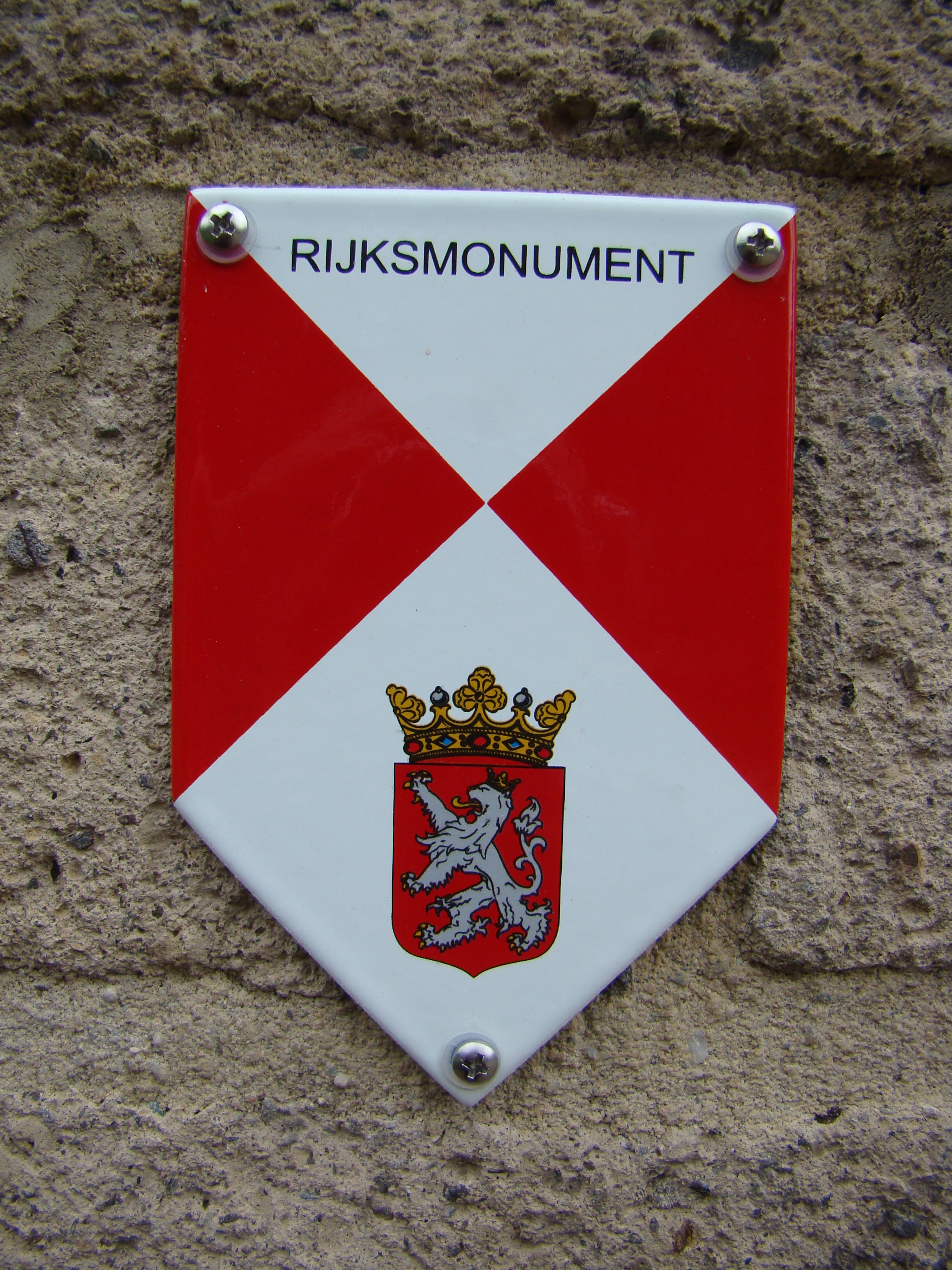
Monumenten in de gemeente Bronckhorst

De gemeente Bronckhorst telt 352 inschrijvingen in het rijksmonumentenregister. Hieronder een overzicht. 

## Baak
De plaats Baak telt 17 inschrijvingen in het rijksmonumentenregister. Zie Lijst van rijksmonumenten in Baak voor een overzicht.

## Bronkhorst
De plaats Bronkhorst telt 37 inschrijvingen in het rijksmonumentenregister. Zie Lijst van rijksmonumenten in Bronkhorst voor een overzicht.

## Delden
Zie voor de buurtschap Delden de lijst van rijksmonumenten in Vorden

## Drempt
De plaats Drempt telt 2 inschrijvingen in het rijksmonumentenregister.
| Object                                                       | Oorspronkelijke functie? | Bouwjaar        | Architect | Locatie       | Coördinaten?                 | Nr.?  | Afbeelding        |
| ------------------------------------------------------------ | ------------------------ | --------------- | --------- | ------------- | ---------------------------- | ----- | ----------------- |
| Nederlands Hervormde Kerk (St. Joris)                        | Kerk en kerkonderdeel    | 15e eeuw (koor) |           | Kerkstraat 1  | 52° 0' 22" NB, 6° 9' 46" OL  | 22840 | Meer afbeeldingen |
| Hoeve met dwars woongedeelte onder met stro gedekt schilddak | Boerderij                | 1797 (datering) |           | Roomstraat 19 | 52° 1' 16" NB, 6° 12' 14" OL | 22841 | Meer afbeeldingen |

## Hengelo
De plaats Hengelo telt 23 inschrijvingen in het rijksmonumentenregister. Zie Lijst van rijksmonumenten in Hengelo (Gelderland) voor een overzicht.

## Hoog-Keppel
De plaats Hoog-Keppel telt 16 inschrijvingen in het rijksmonumentenregister. Zie Lijst van rijksmonumenten in Hoog-Keppel voor een overzicht.

## Hummelo
De plaats Hummelo telt 37 inschrijvingen in het rijksmonumentenregister. Zie Lijst van rijksmonumenten in Hummelo voor een overzicht.

## Keijenborg
De plaats Keijenborg telt 1 inschrijving in het rijksmonumentenregister.
| Object                    | Oorspronkelijke functie?  | Bouwjaar                    | Architect | Locatie            | Coördinaten?                 | Nr.?   | Afbeelding        |
| ------------------------- | ------------------------- | --------------------------- | --------- | ------------------ | ---------------------------- | ------ | ----------------- |
| Molen van Sloot / De Hoop | Industrie- en poldermolen | 1851 (bouw) 1920 (verbrand) |           | Hengelosestraat 17 | 52° 1' 38" NB, 6° 17' 46" OL | 527486 | Meer afbeeldingen |

## Kranenburg
De plaats Kranenburg telt 5 inschrijvingen in het rijksmonumentenregister.
| Object                                                          | Oorspronkelijke functie?  | Bouwjaar  | Architect      | Locatie          | Coördinaten?                | Nr.?   | Afbeelding                                                      |
| --------------------------------------------------------------- | ------------------------- | --------- | -------------- | ---------------- | --------------------------- | ------ | --------------------------------------------------------------- |
| Sint-Antoniuskerk                                               | Kerk en kerkonderdeel     | 1856      | P.J.H. Cuypers | Ruurloseweg 101  | 52° 6' 7" NB, 6° 21' 32" OL | 38136  | Meer afbeeldingen                                               |
| Begraafplaatshek                                                | Begraafplaats en -onderdl | 1850-1875 |                | Eikenlaan bij 2a | 52° 6' 4" NB, 6° 21' 26" OL | 522580 | Meer afbeeldingen                                               |
| Grafkapel familie Van Dorth tot Medler                          | Begraafplaats en -onderdl | 1865      | Pierre Cuypers | Eikenlaan bij 2a | 52° 6' 3" NB, 6° 21' 25" OL | 522581 | Meer afbeeldingen                                               |
| Graftekens                                                      | Begraafplaats en -onderdl | 1847-1887 |                | Eikenlaan bij 2a | 52° 6' 3" NB, 6° 21' 25" OL | 522582 | Meer afbeeldingen                                               |
| Pastorie met hekwerk bestaat uit een voorhuis en een achterbouw | Kerkelijke dienstwoning   | 1868      |                | Ruurloseweg 103  | 52° 6' 6" NB, 6° 21' 35" OL | 522590 | Pastorie met hekwerk bestaat uit een voorhuis en een achterbouw |

## Laag-Keppel
De plaats Laag-Keppel telt 19 inschrijvingen in het rijksmonumentenregister. Zie Lijst van rijksmonumenten in Laag-Keppel voor een overzicht.

## Olburgen
De plaats Olburgen telt 1 inschrijving in het rijksmonumentenregister.
| Object                     | Oorspronkelijke functie? | Bouwjaar | Architect      | Locatie       | Coördinaten?                | Nr.?  | Afbeelding        |
| -------------------------- | ------------------------ | -------- | -------------- | ------------- | --------------------------- | ----- | ----------------- |
| R.K. Sint-Willibrorduskerk | Kerk en kerkonderdeel    | 1869     | F.W.Mengelberg | Olburgseweg 4 | 52° 2' 40" NB, 6° 7' 27" OL | 34569 | Meer afbeeldingen |

## Oosterwijk
De plaats Oosterwijk heeft geen inschrijvingen in het rijksmonumentenregister.

## Rha
De plaats Rha telt 1 inschrijving in het rijksmonumentenregister.
| Object  | Oorspronkelijke functie?  | Bouwjaar    | Architect | Locatie         | Coördinaten?                | Nr.?  | Afbeelding        |
| ------- | ------------------------- | ----------- | --------- | --------------- | --------------------------- | ----- | ----------------- |
| De Hoop | Industrie- en poldermolen | 1879 / 1999 |           | Rhabergseweg 12 | 52° 3' 16" NB, 6° 8' 44" OL | 34570 | Meer afbeeldingen |

## Steenderen
De plaats Steenderen telt 16 inschrijvingen in het rijksmonumentenregister. Zie Lijst van rijksmonumenten in Steenderen voor een overzicht.

## Toldijk
De plaats Toldijk telt 2 inschrijvingen in het rijksmonumentenregister.
| Object          | Oorspronkelijke functie? | Bouwjaar  | Architect | Locatie           | Coördinaten?                 | Nr.?   | Afbeelding        |
| --------------- | ------------------------ | --------- | --------- | ----------------- | ---------------------------- | ------ | ----------------- |
| De til          | Boerderij                | 1860-1880 |           | Beekstraat 12     | 52° 2' 16" NB, 6° 14' 24" OL | 521996 | Meer afbeeldingen |
| Keuterboerderij | Boerderij                | 1840-1900 |           | Hardsteestraat 18 | 52° 2' 49" NB, 6° 11' 57" OL | 521998 | Upload foto       |

## Velswijk
De plaats Velswijk telt 1 inschrijving in het rijksmonumentenregister.
| Object             | Oorspronkelijke functie?  | Bouwjaar | Architect | Locatie         | Coördinaten?                 | Nr.?  | Afbeelding        |
| ------------------ | ------------------------- | -------- | --------- | --------------- | ---------------------------- | ----- | ----------------- |
| Wittebrinkse Molen | Industrie- en poldermolen | 1889     |           | Hummeloseweg 76 | 52° 0' 12" NB, 6° 17' 31" OL | 40413 | Meer afbeeldingen |

## Vierakker
De plaats Vierakker telt 16 inschrijvingen in het rijksmonumentenregister. Zie Lijst van rijksmonumenten in Vierakker voor een overzicht.

## Vorden
De plaats Vorden telt 154 inschrijvingen in het rijksmonumentenregister. Zie Lijst van rijksmonumenten in Vorden voor een overzicht.

## Wichmond
De plaats Wichmond telt 1 inschrijving in het rijksmonumentenregister.
| Object                                        | Oorspronkelijke functie? | Bouwjaar                        | Architect | Locatie        | Coördinaten?                 | Nr.?   | Afbeelding                                    |
| --------------------------------------------- | ------------------------ | ------------------------------- | --------- | -------------- | ---------------------------- | ------ | --------------------------------------------- |
| Hervormde kerk, vanwege het eenklaviers orgel | Vanwege onderdelen kerk  | 1867 (orgel) 1985 (rest. orgel) |           | Dorpsstraat 16 | 52° 5' 21" NB, 6° 15' 27" OL | 476726 | Hervormde kerk, vanwege het eenklaviers orgel |

## Zelhem
De plaats Zelhem telt 3 inschrijvingen in het rijksmonumentenregister.
| Object                                     | Oorspronkelijke functie?  | Bouwjaar                     | Architect     | Locatie             | Coördinaten?                 | Nr.?   | Afbeelding        |
| ------------------------------------------ | ------------------------- | ---------------------------- | ------------- | ------------------- | ---------------------------- | ------ | ----------------- |
| Lambertikerk                               | Kerk en kerkonderdeel     | 15e eeuw en later            |               | Markt 2             | 52° 0' 24" NB, 6° 21' 1" OL  | 40412  | Meer afbeeldingen |
| Zwembadhuisje                              | Sport en recreatie        | 1935-1940                    | P. de Fremery | Hobelmansdijk bij 1 | 52° 1' 28" NB, 6° 24' 16" OL | 513650 | Zwembadhuisje     |
| De Nieuwe Molen / Coopsmolen / Coops Mölle | Industrie- en poldermolen | 1818 (bouw) 1938 (verdwenen) |               | Wiekenweg 5         | 52° 0' 15" NB, 6° 19' 57" OL | 527613 | Meer afbeeldingen |

Aalten ·
Apeldoorn ·
Arnhem ·
Barneveld ·
Berg en Dal ·
Berkelland ·
Beuningen ·
Bronckhorst ·
Brummen ·
Buren ·
Culemborg ·
Doesburg ·
Doetinchem ·
Druten ·
Duiven ·
Ede ·
Elburg ·
Epe ·
Ermelo ·
Harderwijk ·
Hattem ·
Heerde ·
Heumen ·
Lingewaard ·
Lochem ·
Maasdriel ·
Montferland ·
Neder-Betuwe ·
Nijkerk ·
Nijmegen ·
Nunspeet ·
Oldebroek ·
Oost Gelre ·
Oude IJsselstreek ·
Overbetuwe ·
Putten ·
Renkum ·
Rheden ·
Rozendaal ·
Scherpenzeel ·
Tiel ·
Voorst ·
Wageningen ·
West Betuwe ·
West Maas en Waal ·
Westervoort ·
Wijchen ·
Winterswijk ·
Zaltbommel ·
Zevenaar ·
Zutphen